# Gabriel J. Martín

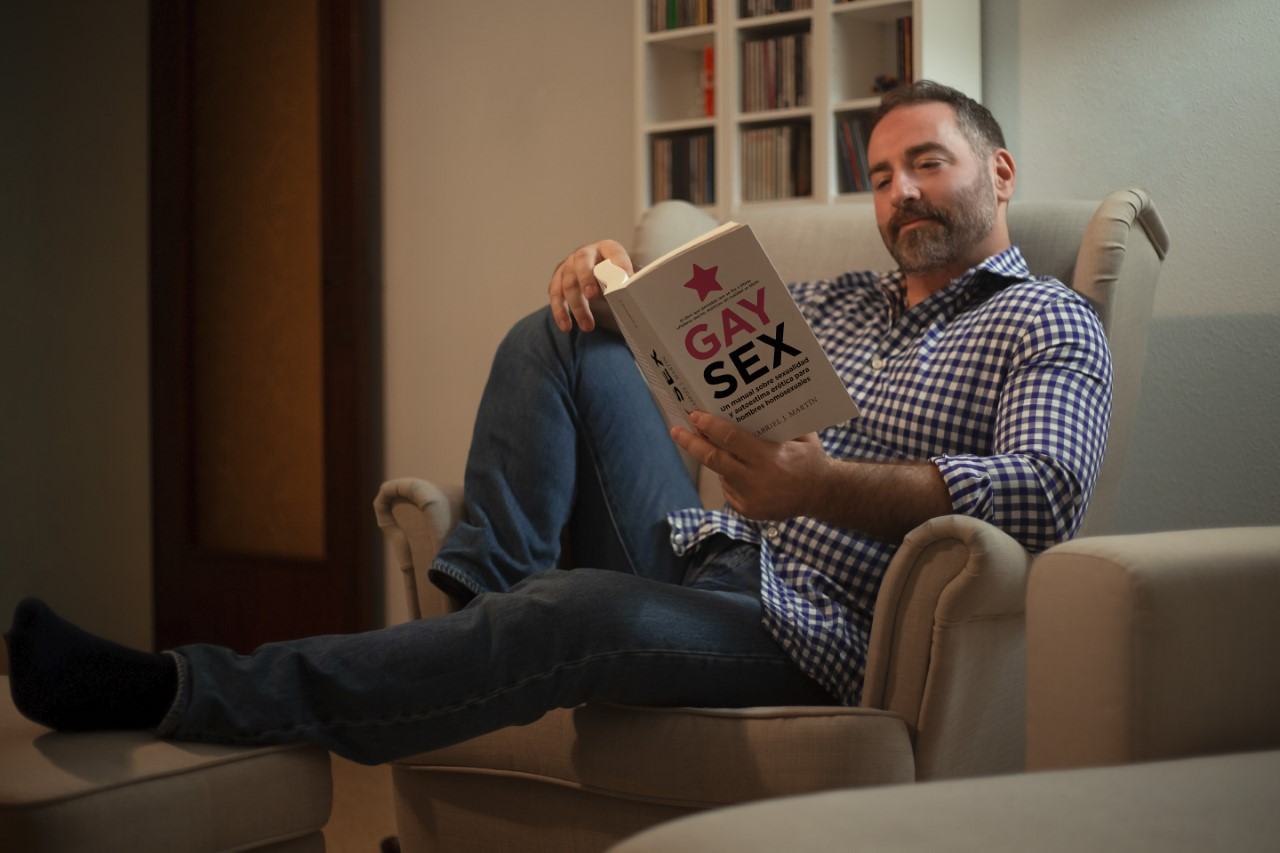
Gabriel J. Martín

Gabriel José Martín Martín (* 12. Juli 1971, San Fernando, Cádiz) ist ein spanischer Psychologe, Schriftsteller, Schwulen- und Intersexaktivist.

## Biografie
Bei der Geburt wurde Martín wegen des Aussehens seiner Genitalien einem weiblichen Geschlecht zugewiesen. Er hieß Patricia und wurde als Mädchen erzogen, obwohl er sich nie wie ein Mädchen fühlte. In der Pubertät setzte dann eine stärkere Testosteronproduktion ein, da sich im Körper ausgebildete Hoden befanden.
Nachdem er sein Leben als Mann fortführte, fing er eine Beziehung mit einer Frau an. Er erkannte aber, dass er nicht heterosexuell war  und beendete die Beziehung und zog nach Barcelona. Er lebt bis heute in Barcelona.

## Ausbildung
Im Jahr 1996 erlangte er den Titel des Psychologen an der Universitat de Girona und widmete sich den Problemen von homosexuellen Männern, die, wie ihm nach einiger Berufserfahrung deutlich wurde, sich von denen heterosexueller Männer unterschieden. Zusätzlich engagierte er sich freiwillig bei Coordinadora Gay-Lesbiana de Catalunya. Heute arbeitet er als Diplom-Psychologe bei UNED.

## Arbeit
Er ist ein Experte in der schwulen affirmativen Psychologie und hilft anderen homosexuellen Männern ihre verinnerlichte Homophobie, die Folgen der lebenslang erlittenen Homophobie zu überwinden, oder sie auf ihrem Weg zum Coming-out zu begleiten. Die affirmative Psychologie, die er anwendet, ist in angelsächsischen Bereichen sehr bekannt aber wurde bisher im spanischen Raum kaum betrieben. Die guten Erfolge mit dieser Methode bestätigten ihn einen spanischen Artikel darüber zu verfassen, welcher dann im Jahr 2011 veröffentlicht wurde.
Er befasst sich mit vielen Bereichen, die mit dem Hauptthema Homosexualität verbunden sind, wie innere Homophobie, Trauma und Angst, Akzeptanz der eigenen Person und Identität sowie HIV.
Seine Bücher wurden in spanischen Medien wie El País oder El Correo besprochen.
Neben der Beratung von homosexuellen Männern ist er als Vertreter des Consell Español de Psicologia im LGBT Büro der American Psychological Association (APA) tätig, ist Präsident des Verbandes LGBT Affirma't, Koordinator der Arbeitsgruppe Affirmative Psychology LGBT des Col-legi Oficial de Psicologia de Catalunya und arbeitet mit verschiedenen Fernseh- und Radiosendern zusammen.

## Veröffentlichungen
- Quiérete mucho, maricón. Roca, Barcelona 2016, ISBN 978-84-16-49865-9
- El ciclo del amor marica. Roca, Barcelona 2017, ISBN 978-84-16-86744-8
- Sobrevivir al ambiente. Roca, Barcelona 2018, ISBN 978-84-17-16743-1
- Gay Sex. Roca, Barcelona 2020, ISBN 978-84-18-01443-7.